# Алекшінце
Алекшінце (словац. Alekšince) — село, громада округу Нітра, Нітранський край. Кадастрова площа громади — 15,07 км².
Населення 1802 осіб (станом на 31 грудня 2024 року).

## Історія
Алекшінце згадується 1156 року.

## Населення
| Рік:            | 1994. | 2004.   | 2014.   | 2024.   |
| --------------- | ----- | ------- | ------- | ------- |
| Кількість осіб: | 1602  | 1708    | 1682    | 1802    |
| Різниця:        |       | +6,61 % | -1,52 % | +7,13 % |

| Рік:            | 2023. | 2024.   |
| --------------- | ----- | ------- |
| Кількість осіб: | 1762  | 1802    |
| Різниця:        |       | +2,27 % |